# Åhléns
Åhléns es una cadena sueca de grandes almacenes, con presencia en casi cada ciudad del país y con varios establecimientos en las ciudades principales (en Estocolmo solamente hay más de 15 grandes almacenes Åhléns). También tiene operaciones en Noruega.

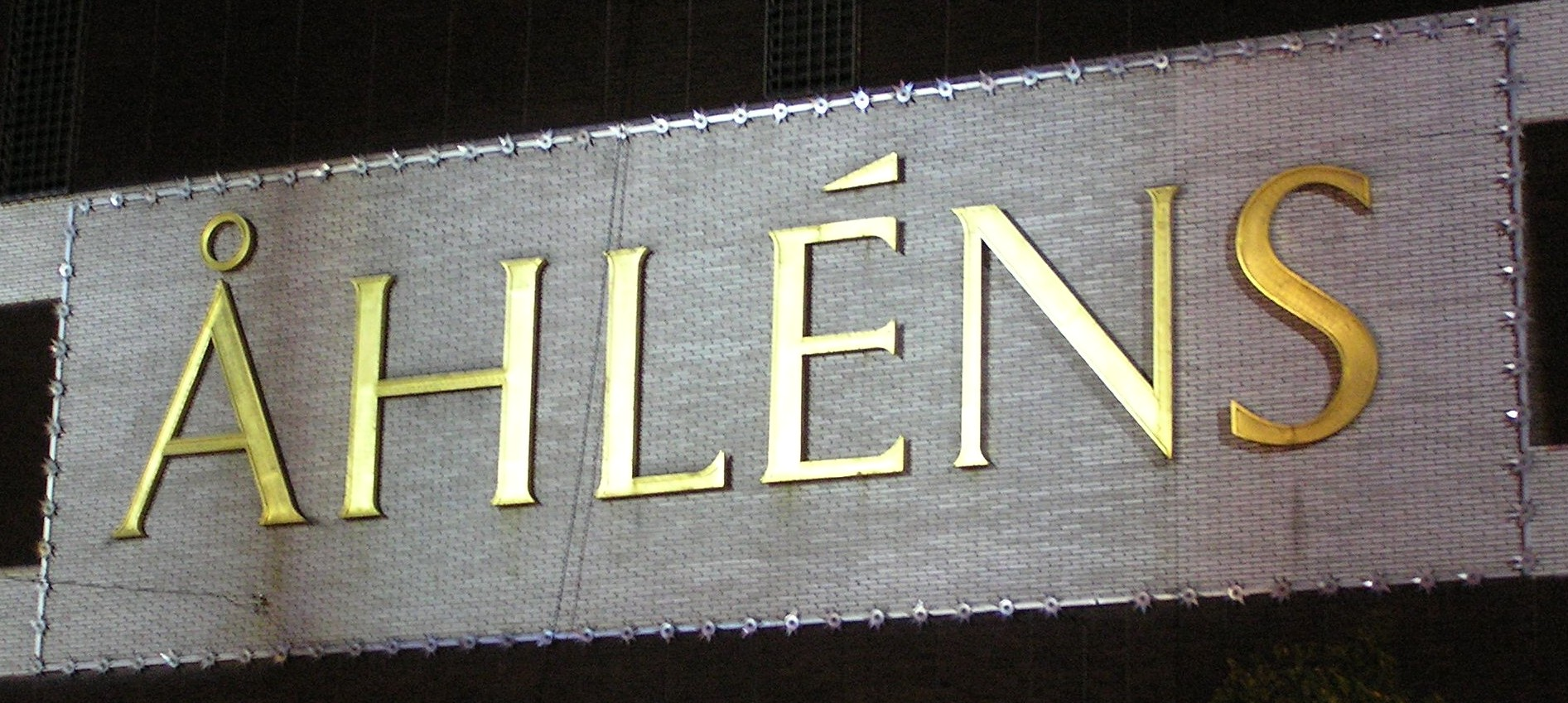
Logotipo de Åhléns en la fachada del Åhléns City de Estocolmo.

Åhléns es uno de los principales minoristas de Suecia en varias áreas comerciales: Moda (Modo), belleza (Skönhet), Artículos del Hogar (Hem) y Medios de Comunicación.
Fue creado en 1899 como un negocio de venta por catálogo con el nombre Åhlén y Holm en la pequeña ciudad de Insjö, en Dalecarlia. El negocio creció y en 1915 la sede fue trasladada a Estocolmo.
En los años 1930 la firma se transformó en una empresa del sector de los grandes almacenes, el primero de los cuales fue abierto en 1932 en Östermalm (un distrito del centro de Estocolmo). En 1964 el edificio principal, Åhléns City, los mayores grandes almacenes de Suecia, fue abierto en el centro de Estocolmo.
A fecha de 2005, Åhléns es una subsidiario al cien por cien de Axel Johnson PLC, que a su vez es propiedad de Antonia Axelson Johnson, una de las mujeres más ricas de Suecia y del mundo y uno de los capitalistas principales del país.
- Datos: Q270851
- Multimedia: Åhléns / Q270851